# Walter Emil Vock
Walter Emil Vock (* 6. Oktober 1894 in Saloniki; † 3. März 1970 in München-Pasing) war ein deutscher Archivar.

## Leben
Vock war der Sohn eines Kaufmanns aus dem Rheinland. Er besuchte das Realgymnasium in Ohligs-Wald und legte dort 1914 das Abitur ab. Anschließend begann er ein Archäologie-Studium an der Universität München, bevor er als Kriegsfreiwilliger in den Ersten Weltkrieg zog. 1917 geriet er in englische Gefangenschaft, aus der er erst im Oktober 1919 entlassen wurde. Vock setzte anschließend sein Studium im Fach Historische Hilfswissenschaften fort und wurde 1925 promoviert. Von 1927 bis 1929 absolvierte er die Ausbildung zum Archivar am Bayerischen Hauptstaatsarchiv in München. Er arbeitete anschließend nur kurz am Geheimen Staatsarchiv in München und ging noch im selben Jahr 1929 an das Bayerische Staatsarchiv in Neuburg a. D., wo er 1930 zum Staatsarchivrat befördert wurde. 1934 kehrte er an das Bayerische Hauptstaatsarchiv in München zurück. Von 1939 bis 1942 leistete Vock Kriegsdienst im Zweiten Weltkrieg. 1949 stieg Vock zum Staatsarchivdirektor auf und leitete von nun an das Bayerische Hauptstaatsarchiv. 1953 folgte die Ernennung zum Direktor der staatlichen Archive in Bayern. Vock war Mitglied der Schwäbischen Forschungsgemeinschaft.
Schwerpunktmäßig beschäftigte sich Vock in seiner wissenschaftlichen Arbeit mit Urkunden und publizierte zusammen mit Kollegen verschiedene Regesten-Bände.
Vock wurde auf dem Waldfriedhof in München beigesetzt.

## Veröffentlichungen (Auswahl)
- Die Kemptener Urkundenschreiber von 1320 bis 1381/82. Noske, Borna-Leipzig 1926 (München, Univ., Diss., 1926).
- Ulman Stromeir (1329–1407) und sein Buch. In: Mitteilungen des Vereins für Geschichte der Stadt Nürnberg. Bd. 29 (1928), S. 85–168.
- mit Karl Puchner und Gustav Wulz: Die Urkunden der Stadt Nördlingen. 4 Bde., Verlag der Schwäbischen Forschungsgemeinschaft, Augsburg 1952–1968 (Veröffentlichungen der Schwäbischen Forschungsgemeinschaft bei der Kommission für Bayerische Landesgeschichte. Reihe 2a, Urkunden und Regesten; 9).
- Archivar: höherer Dienst. Bielefeld 1957 (Blätter zur Berufskunde. 3 ; IV H 1).
- Die Urkunden des Hochstifts Augsburg: 769–1420. Verlag der Schwäbischen Forschungsgemeinschaft, Augsburg 1959 (Veröffentlichungen der Schwäbischen Forschungsgemeinschaft bei der Kommission für Bayerische Landesgeschichte. Reihe 2, Urkunden und Regesten. A, Regesten staatlicher, städtischer und privater Archive; 7).